# U-Boot 96
U-Boot 96 (Das Boot) è un film di guerra tedesco del 1981 scritto e diretto da Wolfgang Petersen, prodotto da Günter Rorbach e interpretato fra gli altri da Jürgen Prochnow, Herbert Grönemeyer e Klaus Wennemann. Nel tempo sono state diffuse diverse edizioni del film, ciascuna di diversa lunghezza, a partire dalla prima versione cinematografica fino a una miniserie TV, passando per varie edizioni home video di variabile durata.
La pellicola è ispirata all'omonimo romanzo di Lothar-Günther Buchheim del 1973 e, come quest'ultimo, è ambientata durante la seconda guerra mondiale: narra le vicende immaginarie dell'U-Boot U-96 e del suo equipaggio; descrive sia l'angosciosa frenesia delle battaglie, sia il tedio dei lunghi periodi di caccia infruttuosa, ritraendo i marinai come normali individui animati dal desiderio di svolgere al meglio il proprio dovere verso i commilitoni e il loro paese. La sceneggiatura trae spunto anche da episodi avvenuti al vero U-96, appartenuto al Tipo VII-C.
La produzione della pellicola cominciò nel 1979, dopo che, tre anni prima, diversi registi americani erano stati vagliati e poi scartati. Heinrich Lehmann-Willenbrock, il comandante del vero U-96 durante la guerra e settimo comandante tedesco per tonnellaggio affondato durante il conflitto (179 125 tonnellate di naviglio alleato colato a picco), e Hans-Joachim Krug, comandante in seconda dell'U-219, si prestarono come consulenti di regia.
Uno degli obiettivi che si poneva Petersen era guidare il pubblico «in un viaggio ai limiti della mente umana» (motto [tagline] tedesco della pellicola, «Eine Reise ans Ende des Verstandes»), volendo illustrare «cos'è davvero la guerra». Per Das Boot (pronuncia tedesca: [das ˈboːt], traducibile in italiano come Il battello) fu stanziato un budget di 35 milioni di marchi (circa 16 milioni di euro, al lordo dell'inflazione, cifra che lo porta fra i più costosi film tedeschi di tutti i tempi) e ottenne ricavi per 187 milioni di euro. Il film fu distribuito il 17 settembre 1981 e poi nel 1997 in una versione Director's cut supervisionata ancora da Petersen. La pellicola è considerata come uno dei classici del genere dei "film di sommergibili".

## Trama
Ottobre 1941, La Rochelle, Francia; il tenente Werner viene inviato come corrispondente di guerra a bordo del sommergibile U-96. La sera prima della partenza, insieme al comandante, soprannominato der Alte ("il vecchio"), agli uomini dell'equipaggio e al capo ingegnere, Werner si reca in un locale dove gli ufficiali del sommergibile e di altre unità stanno festeggiando l'ultima notte a terra. Nel locale, dove la birra e lo champagne scorrono a fiumi, si festeggia anche la decorazione con la Croce di cavaliere per il comandante Thomsen, un ufficiale della "vecchia guardia" che, completamente ubriaco, arringa i presenti con un discorso dagli intenti apparentemente patriottici ma che i fumi dell'alcol deviano su sarcastiche battute persino nei confronti dello stesso Hitler. Der Alte osserva la scena divertito, sentendosi vicino ai suoi uomini.
Il mattino seguente l'equipaggio s'imbarca sull'U-96 e, mentre il battello esce dal porto accompagnato dalle note della banda, sopraggiunge Thomsen che, smaltita la sbornia, saluta affettuosamente i compagni. Werner non fatica ad ambientarsi fra i ben esperti marinai, ma entra velocemente a contatto con la durezza della guerra (come in una esercitazione simulata) e con le disillusioni del comandante, come quando gli suggerisce di fotografare gli uomini solo al rientro dalla missione, dato che avranno la barba e quindi sembreranno molto più uomini.
La vita del sommergibilista, come quella di qualunque altro soldato, è fatta per lo più di snervanti attese, sporcizia e promiscuità; i marinai, tra i mille espedienti per ingannare il tempo, usano anche cantare la marcia inglese It's a Long, Long Way to Tipperary, e Werner scopre così di non essere più molto a suo agio, forse perché comincia a capire che gli atteggiamenti dei marinai sono solo una barriera psicologica per distrarsi dalla tremenda realtà in cui si trovano. Estraneo a tale atmosfera appare l'aspirante ufficiale Ullmann, in ansia per la fidanzata francese incinta e che rischia rappresaglie da parte dei partigiani, in quanto sospettata di collaborazionismo.
La missione è snervante: l'U-96 non riesce a individuare navi nemiche e il morale dell'equipaggio è basso; a seguito di un segnale radio proveniente dall'U-32, viene segnalata la presenza di un convoglio alleato a dieci ore di navigazione dalla sua posizione. All'arrivo sul posto una fitta nebbia rende difficoltosa la vista; d'improvviso il sommergibile viene individuato da un cacciatorpediniere inglese (una nave progettata appositamente per contrastare sommergibili), che lo attacca. Nonostante l'immersione rapida, il sommergibile tedesco subisce un attacco con bombe di profondità, riuscendo tuttavia ad allontanarsi.
L'equipaggio ha il morale a terra ed è tormentato dalle piattole, ormai ampiamente diffuse. Durante una tempesta nell'Atlantico del Nord incontrano casualmente il sommergibile di Thomsen: un incontro così improbabile nell'immensità dell'oceano induce a sospettare che uno dei due sia stato inviato nel posto sbagliato.
La notte del quarantacinquesimo giorno di navigazione l'U-96 avvista un convoglio e, nonostante il forte chiarore di luna che rende facilmente individuabile il sommergibile, il comandante ordina l'attacco: vengono lanciati tre siluri ma, prima che questi raggiungano i bersagli, un caccia di scorta al convoglio scorge il sommergibile e lo costringe a immergersi. Dopo che sono state avvertite le esplosioni che indicano che i siluri hanno colpito le navi, incomincia il bombardamento subacqueo, con le bombe di profondità che colpiscono il sommergibile per ore, producendo un estremo logorio negli uomini dell'equipaggio. Il primo a cedere è inaspettatamente il coscienzioso e affidabile capo macchina, il motorista Johann che, in preda al panico, cerca di aprire il boccaporto della torretta, ma viene bloccato e presto allontanato dagli altri marinai, rischiando perfino la vita poiché, colpevole di insubordinazione, ha indotto il comandante a correre nel suo alloggio per armarsi della pistola di ordinanza.
Dopo alcune ore di manovre finalmente l'U-96 si libera della presenza mortale del caccia e riemerge per controllare la situazione in superficie, ma una delle navi colpite, anche se in fiamme, non affonda, e il comandante decide di darle il colpo di grazia. Il siluro va a segno e alcuni naufraghi inglesi rimasti a bordo si lanciano in acqua, tentando di raggiungere il sommergibile per essere salvati. Il comandante ha un momento d'indecisione: lasciare annegare i naufraghi o imbarcarli, obbligando il sommergibile a rientrare alla base per consegnarli e rischiando la corte marziale? La scelta è sofferta ma rapida: l'U-96 si allontana, abbandonando i marinai inglesi al loro destino. Il pattugliamento riprende e, mentre si stanno riparando i danni dovuti al bombardamento, Johann si presenta dal comandante per scusarsi e per assicurargli che quanto è successo non si ripeterà: Der Alte sulle prime sembra irremovibile, ma si rende conto della buona fede del motorista e gli fa capire che non saranno presi provvedimenti nei suoi confronti.
La missione sembra al suo epilogo e il rientro in Francia imminente, ma il sommergibile riceve nuovi ordini: dovrà dirigersi verso la base di La Spezia, in Italia, dopo aver fatto una sosta per approvvigionarsi nel porto di Vigo, in Spagna, dove una nave di rifornimenti tedesca lasciatasi internare lì attende l'arrivo del sommergibile. Per giungere in Italia sarà necessario forzare lo stretto di Gibilterra, presidiato dalla flotta britannica; di conseguenza il comandante, rendendosi conto del pericolo dell'impresa, tenta di fare sbarcare Werner e il capo ingegnere a Vigo, in modo da salvare loro la vita: ma la richiesta viene rifiutata dall'alto comando tedesco, e la navigazione riprende.
Avvistata Gibilterra, il sommergibile, che secondo i piani avrebbe dovuto immergersi e a motori spenti lasciarsi trasportare dalla corrente di là dallo stretto, viene individuato da un aereo e colpito da una bomba che lo danneggia e ferisce gravemente il capo timoniere Kriechbaum. Il comandante, non avendo altre alternative, dà ordine di dirigere verso le coste africane alla massima velocità consentita e, con la base in allarme e la notte rischiarata dai razzi di segnalazione e due cacciatorpediniere inglesi che iniziano a inquadrarlo coi loro cannoni, tenta la fuga, ma questa non ha successo e viene ordinata l'immersione: il colpo ricevuto, oltre ad aver divelto e scaraventato a mare il cannone prodiero ha danneggiato gli strumenti per regolare l'immersione e l'assetto longitudinale del sommergibile che continua la sua discesa senza più controllo. Ma, quando tutto sembra perduto, un banco di sabbia arresta la mortale corsa; la profondità è molto oltre il livello di tenuta del sommergibile (270 m), e la pressione dell'acqua provoca il cedimento dei rivetti e delle flange di collegamento di parte della tubolatura comunicante con l'esterno, che cede aprendo vie d'acqua e falle libere che inondano il sommergibile. I marinai, in una corsa contro il tempo, riescono fortunatamente a chiudere le falle e a rimettere il sommergibile in condizione di emergere, dopo aver riparato anche quegli impianti necessari e fondamentali e aver recuperato, con fortunoso ingegno, parte dell'energia elettrica dagli elementi non danneggiati delle batterie: dopo oltre 24 ore d'immersione e praticamente senza più ossigeno, l'U-96 riesce a tornare in superficie. A causa dei danni, il comandante rinuncia a passare lo stretto di Gibilterra e dà invece l'ordine di fare rotta per la base sommergibili La Pallice, a La Rochelle, nella Francia nord-occidentale.
Il sommergibile riesce infine a raggiungere il porto e fa il suo ingresso nella base: accolti dalla banda e da una folla plaudente, gli uomini dell'equipaggio sbarcano il ferito Kriechbaum e si preparano a qualche giorno di meritato riposo. All'improvviso però la base subisce un bombardamento aereo nel corso del quale Johann, Ullman e il secondo ufficiale muoiono, mentre il comandante, ferito alla schiena, fissa impietrito l'U-96 che affonda, esalando l'ultimo respiro solo dopo l'inabissamento nella solitudine disperata della sconfitta.

## Produzione

### Riprese
La realizzazione del film richiese due anni, tra il 1979 e il 1981. Per rendere più realistico possibile l'aspetto degli attori, le scene all'interno del sommergibile vennero girate tutte di seguito, per far acquistare agli attori il caratteristico pallore di chi vive al chiuso per giorni interi, oltre alla barba incolta, i vestiti sdruciti e così via. Addirittura venne fatto loro seguire un corso speciale per imparare a muoversi rapidamente negli angusti spazi del sommergibile senza inciampare o scontrarsi con i compagni, onde limitare al massimo incidenti e interruzioni accidentali.
La scena finale, la morte del comandante, nelle intenzioni di Petersen avrebbe dovuto lasciare allo spettatore il dubbio se il capitano fosse sopravvissuto o no; questo perché il vero comandante dell'U-96 non morì durante il bombardamento, quindi l'idea era di non farlo morire neanche nel film, per non contraddire la storia, ma siccome raramente nei film di mare il comandante si salva mentre la nave affonda, il pubblico ha unanimemente interpretato la scena come la (tradizionale) contemporanea morte dei due eroi.

### Modelli e ambientazioni
Vennero costruiti due modelli a scala naturale dell'U-96: uno motorizzato, ma praticamente vuoto, per le scene in mare, e un altro (sostanzialmente un tubo) provvisto di tutti gli interni, come in un vero sommergibile. Quest'ultimo venne a sua volta montato su un simulatore di navigazione, azionato da attuatori idraulici, per riprodurre rollio, beccheggio e, soprattutto, gli scossoni delle bombe di profondità.
Fu anche approntato un modello della sola torretta, per gli esterni che non richiedevano la ripresa dell'intero scafo. Questa torretta venne piazzata in una piscina, nei Bavaria Studios di Monaco. Per simulare le onde che investono la torretta venivano lanciati getti d'acqua.
Il film costò 25 milioni di marchi (il budget fu di 12 milioni di dollari) e la riproduzione tecnica dei particolari fu molto fedele: il modello realizzato è veramente la riproduzione perfetta di un U-Boot Tipo VII-C e tutti i particolari (divise, apparecchiature, ecc.) sono ugualmente curati. Addirittura la pistola visibile per pochi secondi nelle mani del comandante è una Walther P38, proprio l'arma d'ordinanza degli ufficiali della Kriegsmarine. Come consulenti furono utilizzati il vero comandante dell'U-96 e il primo ufficiale dell'U-219.

## Colonna sonora
- Le musiche del film, scritte da Klaus Doldinger, furono anch'esse oggetto di grandi elogi da parte della critica.
- La colonna sonora comprende anche la canzone francese J'attendrai (versione di Tornerai) interpretata da Rina Ketty, oltre a una versione di It's a Long, Long Way to Tipperary cantata dall'equipaggio.

## Particolarità
- Il "battello" truccato da sommergibile usato per le scene in emersione venne prestato ai realizzatori di I predatori dell'arca perduta, venendo poi restituito in pessime condizioni, tanto che nella scena finale, quando il sommergibile rientra in bacino, la produzione era molto preoccupata sulla sua capacità di galleggiare.
- Sempre nella scena finale, durante il rientro in porto, sulla banchina c'è una comparsa sullo sfondo che balla, forse per riscaldarsi. La scena non era stata voluta, ma è piaciuta al regista, che ha deciso di lasciarla.
- L'urlo del capo macchinista, quando i motori Diesel si mettono in moto dopo le riparazioni effettuate mentre era affondato, non era previsto nel copione, ma improvvisato sul momento.
- Le esplosioni subacquee delle cariche di profondità sono realizzate molto bene; in un'intervista, il regista ha raccontato che sono state realizzate filmando con cineprese ad alta velocità delle esplosioni di piccole cariche.
- Le scene in movimento all'interno del sommergibile, tipo quella della prima immersione rapida, sono state realizzate utilizzando una piccola steadicam artigianale, una cinepresa stabilizzata grazie a un motore giroscopico. La cinepresa era molto rumorosa e tutte le scene sono state poi doppiate dagli attori. In questa famosa scena l'equipaggio si sposta velocemente da poppa a prua per aumentare il peso a prua e velocizzare l'immersione; una scena analoga è presente in altri film, ma nessuno di essi è mai riuscito a renderla così vera.
- C'è una scena interessante da un punto di vista fotografico, in cui il più vicino addetto radio/sonar ed il comandante, più distante, risultano entrambi perfettamente a fuoco: per realizzare questo effetto è stato utilizzato un filtro davanti all'obiettivo a doppia focale chiamato Split Diopter.
- La produzione non disponeva delle attrezzature evolute delle produzioni americane hollywoodiane, perciò nelle scene in cui i protagonisti venivano bagnati l'acqua non era riscaldata, bensì fredda, e quando gli attori tremavano per il freddo non stavano recitando. Questo, unitamente al fatto che il film è stato girato in sequenza, utilizzando sempre gli stessi abiti (non lavati), dona al film un'aura di autenticità, che si contrappone a tutti i film western, di guerra o d'azione in cui attori e attrici indossano magliette e camicette bianche che passano indenni a tutto.
- Il film è stato girato in sequenza in un periodo di due anni, ricavando fino a cinque ore di film da cui sono state tratte sia la versione originale cinematografica, sia – successivamente – una serie televisiva, la versione Director's cut, e la versione Uncut (disponibile solo in tedesco e inglese).
- All'uscita del film, moltissimi ex soldati in lacrime ringraziarono la produzione, poiché per la prima volta un'opera cinematografica li rappresentava in modo non derisorio né umiliante, tra cui anche personalità non-militari costretti a partecipare alla guerra e a obbedire indipendentemente dalle loro volontà. Nella versione originale i vari marinai parlano con inflessioni dialettali di Germania e Austria: il capo meccanico Johann ha un accento austriaco-bavarese, il nostromo Lamprecht usa un dialetto di Mannheim (ovest), l'ufficiale di guardia Pilgrim si esprime nel dialetto nordico di Amburgo, mentre l'addetto ai siluri Schwalle parla un dialetto di Berlino.[3]

## Distribuzione
Il film è uscito nelle sale cinematografiche della Germania Ovest il 17 settembre 1981. Negli Stati Uniti e in Italia, invece, è uscito rispettivamente nei giorni 10 febbraio e 18 marzo 1982.

### Adattamento italiano

#### Doppiaggio
Il doppiaggio originale, diretto da Giorgio Piazza sui testi di Sergio Jacquier, fu eseguito dalla C.D.S. con la collaborazione della C.D.C. Nel 1997, in occasione dell'uscita della Director's cut, è stato effettuato un ridoppiaggio dalla Sefit-CDC sotto la direzione di Manlio De Angelis, anche autore di dialoghi con l'assistenza di Antonella Bartolomei: in entrambe le edizioni ha partecipato Michele Gammino (il quale ha doppiato nell'82 il Kapitänleutnant / tenente di vascello Phillip Thomsen e nell'edizione del '97 il comandante Der Alte; detto "il vecchio").

### VersioneDirector's cut
Nel 1997 è stata distribuita la versione Director's cut, della durata di 209 minuti. Durante le riprese nel "tubo" (l'interno del sommergibile), lo spazio era talmente angusto che in una scena del Director's cut, guardando con attenzione, è possibile scorgere una segretaria di produzione.
Poiché l'audio originale del film era andato completamente perduto, in occasione della realizzazione dell'edizione in DVD è stato necessario richiamare gli attori originali, i quali, dopo sedici anni, hanno doppiato nuovamente la pellicola nella sua interezza. In modo analogo anche la colonna sonora è stata ricreata a partire dalla registrazione originale su dodici tracce conservata dal compositore. Al contempo ciò ha permesso di ricreare l'audio del film su più canali, permettendo così l'uscita del film in Dolby Digital.

## Differenze rispetto al libro
L'autore del libro, Lothar-Günther Buchheim ha espresso varie critiche alla realizzazione del film. A parer suo, infatti, alcune scene sono state esagerate, come le scene di isterismo o di gioia, così come le scene in cui si vedono saltare dei bulloni durante le esplosioni delle cariche di profondità, quando secondo Buchheim per mettere in apprensione l'intero equipaggio è sufficiente che salti un solo bullone. Lo scrittore ha inoltre criticato alcune scene presenti solo nel film, quale quella in cui viene lanciato in faccia al tenente Werner uno straccio sporco d'olio: una cosa simile su un sommergibile non sarebbe stata tollerata.
Quando il sommergibile sta per affondare nello stretto di Gibilterra, il comandante lo manda a tutta velocità in superficie e quando affonda finisce in un punto in cui il fondale è più basso; nel libro è molto chiaro che il comandante aveva già studiato questa soluzione a tavolino avendo molti dubbi sulla possibilità di riuscire a passare lo stretto di Gibilterra.
Considerando però le "necessità" cinematografiche e la difficoltà di realizzare un film partendo da un libro, il film rimane molto fedele al libro. Lo stesso "difficile" autore del libro è rimasto impressionato dalla cura con cui è stato realizzato. Da notare, infine, che Buchheim, dopo i falliti tentativi di far realizzare il film da produttori americani, aveva realizzato uno script di sei ore del film, script non utilizzato da Petersen perché troppo lungo per un film.

## Differenze rispetto alla realtà
- Nel film il narratore è il tenente Werner, corrispondente di guerra a bordo del sommergibile U-96. Nella realtà l'autore del libro Lothar Günter Buchheim era un ufficiale corrispondente di guerra che nel 1941 venne imbarcato a bordo dell'U-96 nella sua settima missione, con il compito di scattare fotografie e descrivere quanto avveniva per scopi di propaganda. Dopo la guerra, nel 1973, scrisse il libro Das Boot, basandosi sulle sue esperienze, mentre successivamente scrisse altri cinque libri, corredati da oltre cinquemila fotografie scattate durante la guerra.
- La missione in questione consisteva nel pattugliamento di una zona dell'Atlantico per intercettare i convogli delle navi alleate. Nella realtà durante questa missione non accadde molto, tranne che il sommergibile, il 31 ottobre 1941, affondò la nave olandese di 5 998 tonnellate di stazza Bennekom, appartenente al convoglio OS-10. Come conseguenza fu attaccato con 37 cariche di profondità dalla corvetta di scorta HMS Lulworth (costruita negli Stati Uniti e prestata alla Royal Navy per la scorta dei convogli in funzione anti sommergibile). L'U-96 riuscì a salvarsi e ritornò nel porto di St. Nazaire, distante circa 871 miglia dal luogo dello scontro, il 6 dicembre 1941.
- Nel libro viene narrato un fatto eccezionale, vale a dire l'incontro casuale in pieno Atlantico di due sommergibili. In effetti l'incontro di due sommergibili è storicamente accaduto, anche se non all'U-96.
- Nel libro, così come nel film, l'equipaggio (a parte il primo ufficiale, dichiaratamente filo-nazista) è apolitico, indifferente e cinico. Gli storici concordano che nel 1941 la marina degli U-Boot è stata uno dei rami meno filo-nazisti delle forze armate tedesche, e tale scetticismo in quel momento della guerra è plausibile.
- Il porto base del sommergibile nel 1941 non era a La Rochelle ma a St. Nazaire, e l'U-96 venne affondato dalle bombe alleate a Wilhelmshaven, dove veniva ormai usato per addestramento, il 31 marzo 1945.

## Accoglienza

### Incassi
Il film ha incassato globalmente 84 970 337 dollari del 1981, circa 187 milioni del 2015.

### Critica
Il film venne accolto con grande ammirazione dalla critica e tutt'oggi è considerato uno dei migliori film tedeschi di tutti i tempi, oltre che uno dei migliori film di guerra mai realizzati a livello mondiale. Ottenne sei nomination all'Oscar.
Oltre alle qualità tecniche, la cura dei particolari e gli effetti speciali, il film è stato il primo a descrivere i soldati tedeschi come vittime anziché come "cattivi".
Un film bellico visto "dalla parte dei tedeschi" poteva costituire un grosso rischio di attirare accuse di revisionismo e uno antimilitarista di essere giudicato banale, così il regista Petersen accantonò l'ideologia e la retorica concentrandosi su un obiettivo, il descrivere il militare, la sua vita a bordo, la sua paura e l'incredulità di fronte ai tristi eventi della guerra.
La straordinarietà di U-Boot 96 sta in un soggetto semplice, con un epilogo tutto sommato prevedibile, ma una narrazione coinvolgente, verrebbe da dire "in presa diretta", che fa entrare lo spettatore nel dramma, facendolo sentire vicino ai protagonisti.
Il film ebbe anche un enorme successo di pubblico, specialmente in Germania e negli USA, e s'inserisce in un filone di film di guerra, per così dire, antimilitaristi ma non troppo, di cui fanno parte anche Stalingrad di Joseph Vilsmaier e Platoon di Oliver Stone.

## Riconoscimenti
- 1983 - Premio Oscar
  - Candidatura Migliore regia a Wolfgang Petersen
  - Candidatura Migliore sceneggiatura non originale a Wolfgang Petersen
  - Candidatura Migliore fotografia a Jost Vacano
  - Candidatura Miglior montaggio a Hennes Nikel
  - Candidatura Miglior sonoro a Milan Bor, Trevor Pyke e Mike Le Mare
  - Candidatura Miglior montaggio sonoro a Mike Le Mare
- 1982 - Golden Globe
  - Candidatura Miglior film straniero (Germania Ovest)
- 1983 - Premio BAFTA
  - Candidatura Miglior film straniero a Wolfgang Petersen

## Sequel
Il film ha avuto un seguito nel 2018 con la serie televisiva Das Boot, ancora prodotta dalla Bavaria Film e sempre basata sui romanzi di Buchheim Das Boot e il successivo Die Festung del 1995.

## Galleria d'immagini

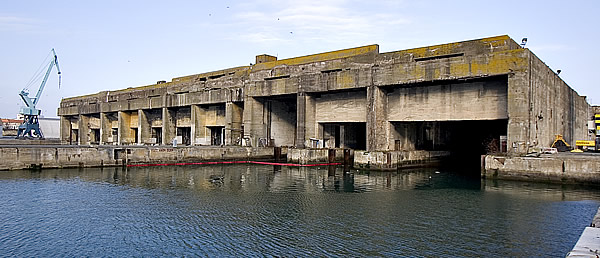
La base sommergibilistica di La Rochelle, punto di partenza della missione dell'U-Boot 96
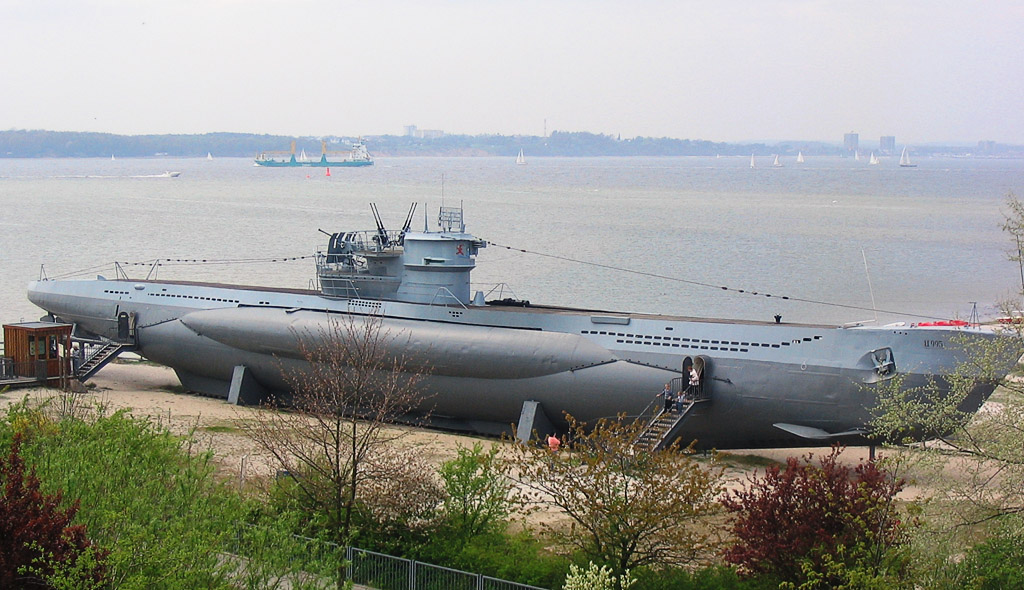
L'U-995, un U-Boot Tipo VII
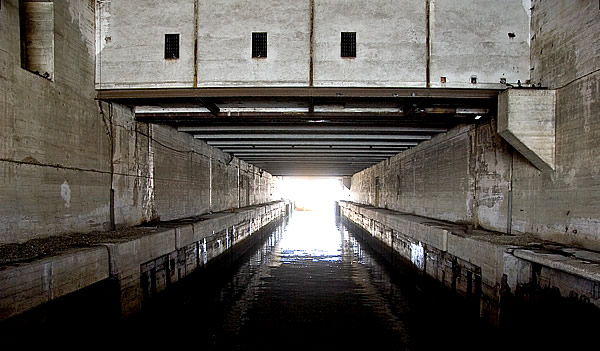
L'interno della base sommergibilistica di La Rochelle, dove i marinai dell'U-Boot 96 cercano riparo durante il bombardamento della RAF
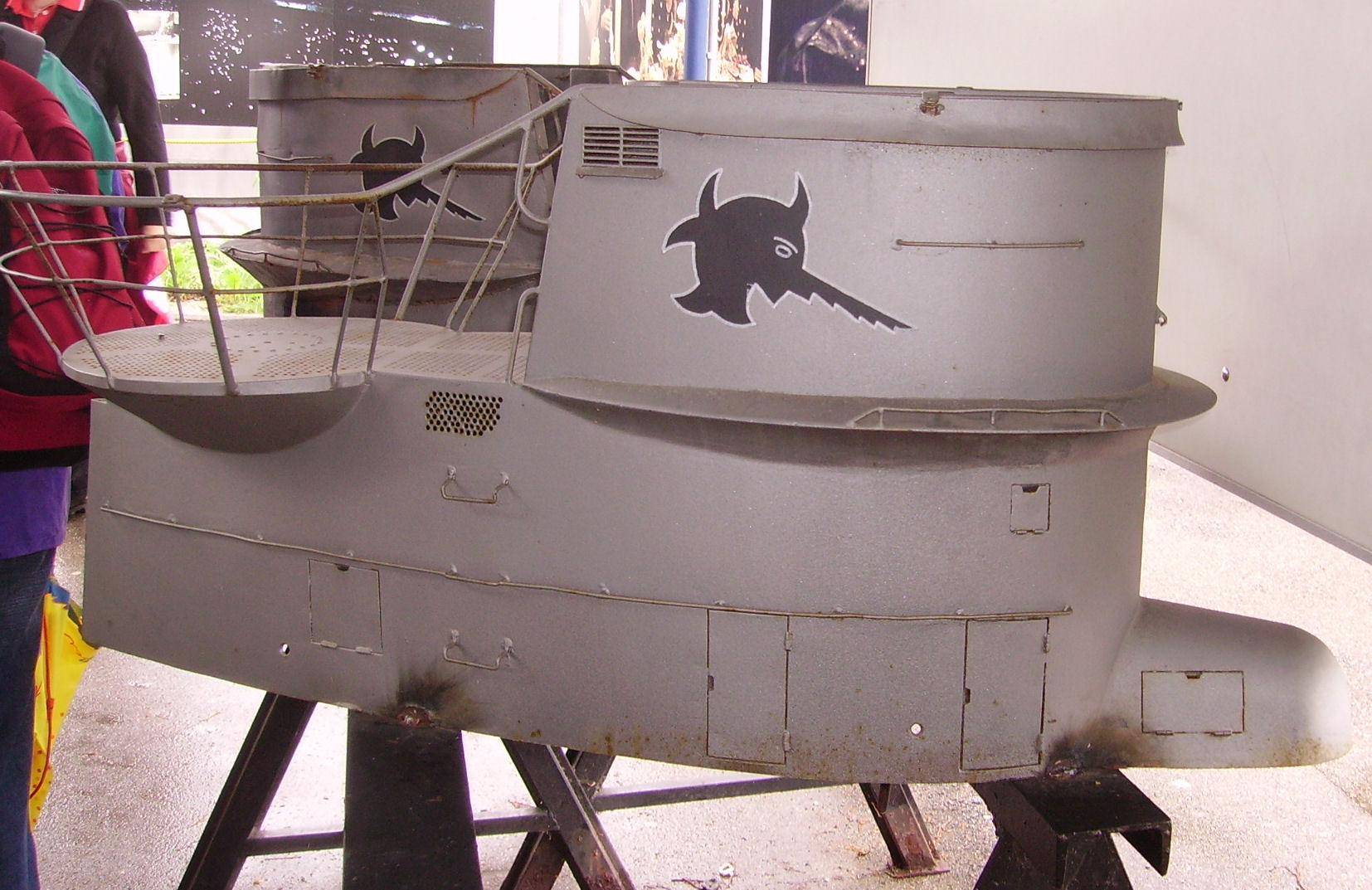
Torretta del modello dell'U-Boot 96 in esposizione ai Bavaria-Studios
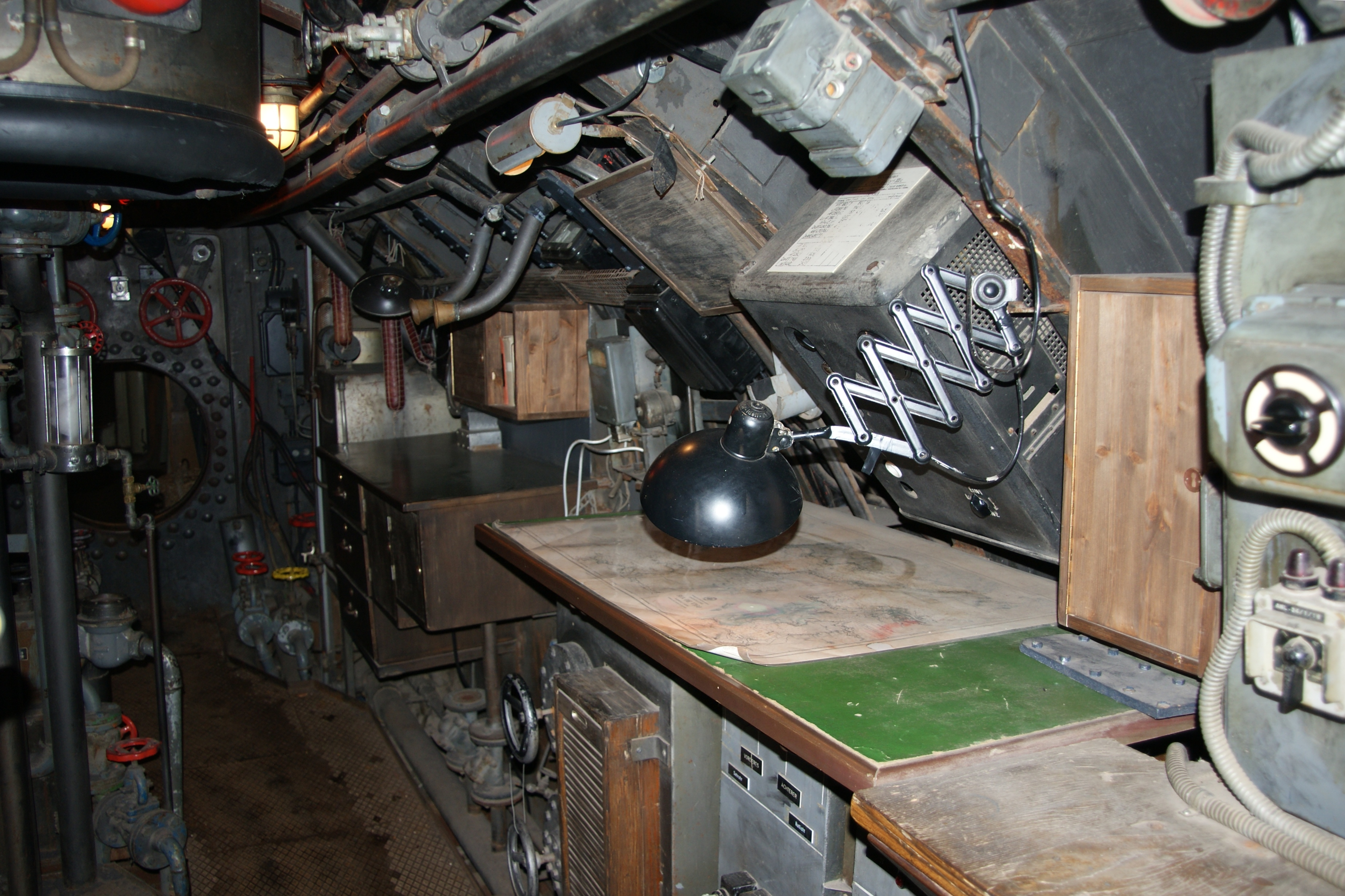
Il tavolo del capo timoniere dell'U-Boot 96
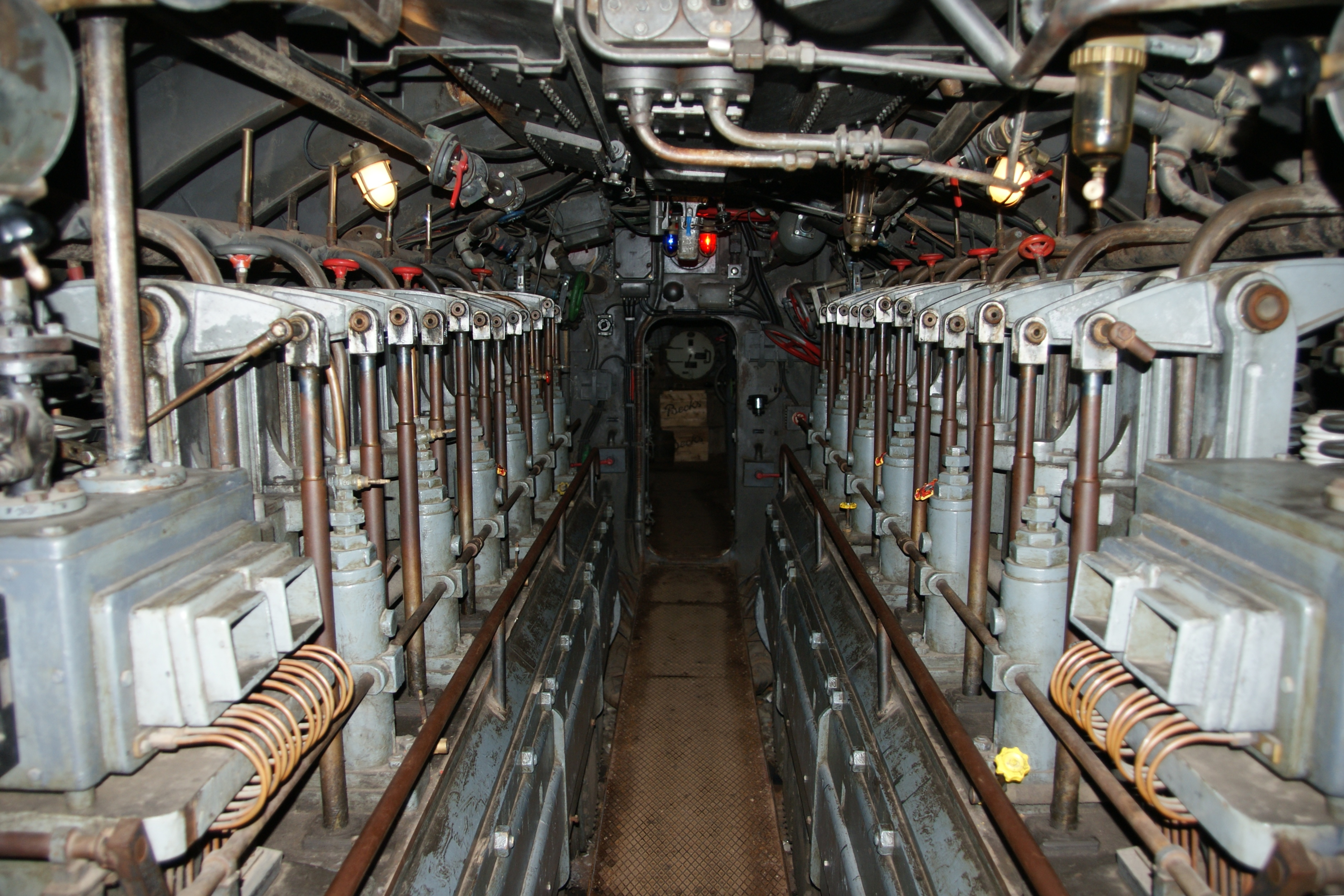
Sala macchine con i motori Diesel
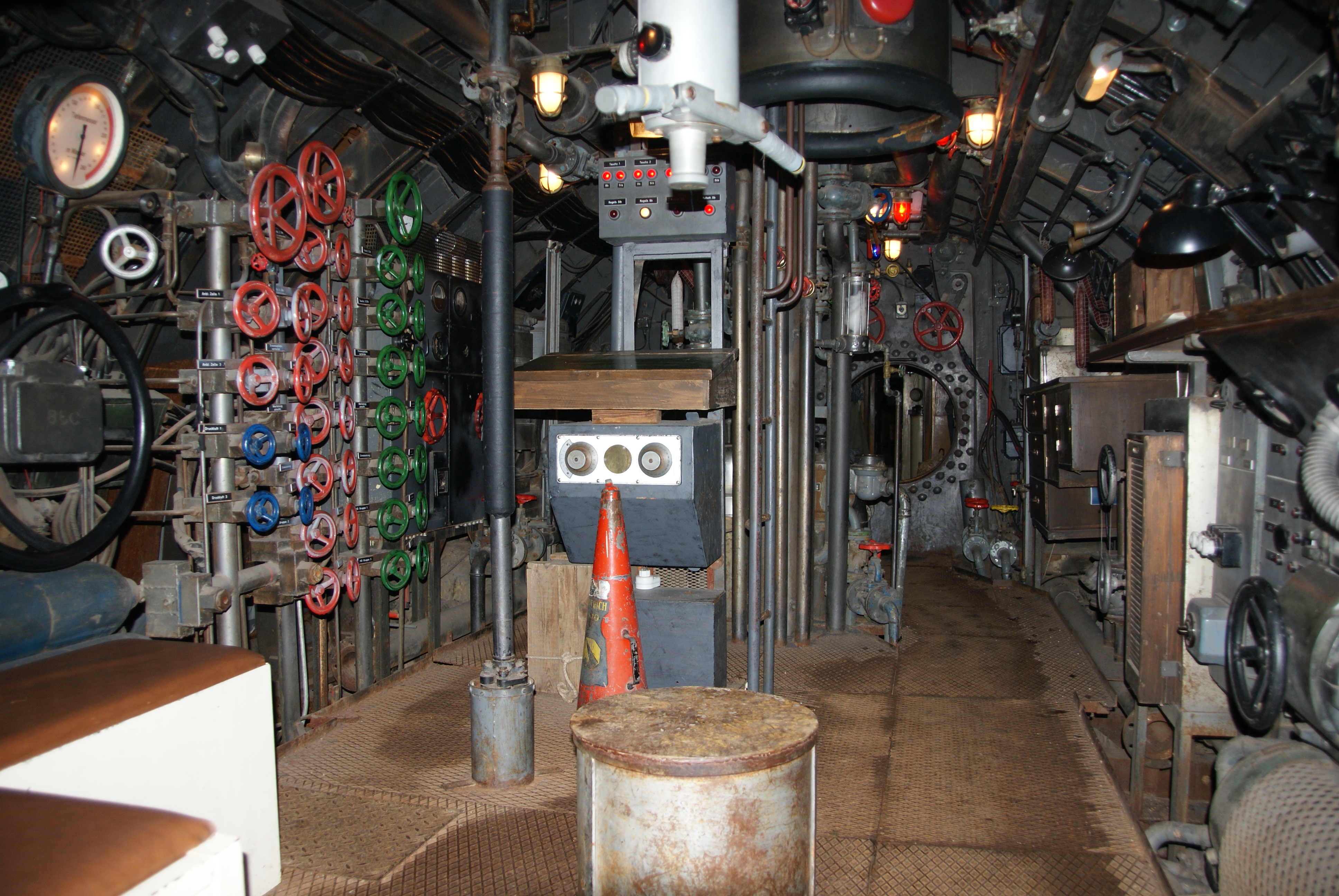
Camera di manovra
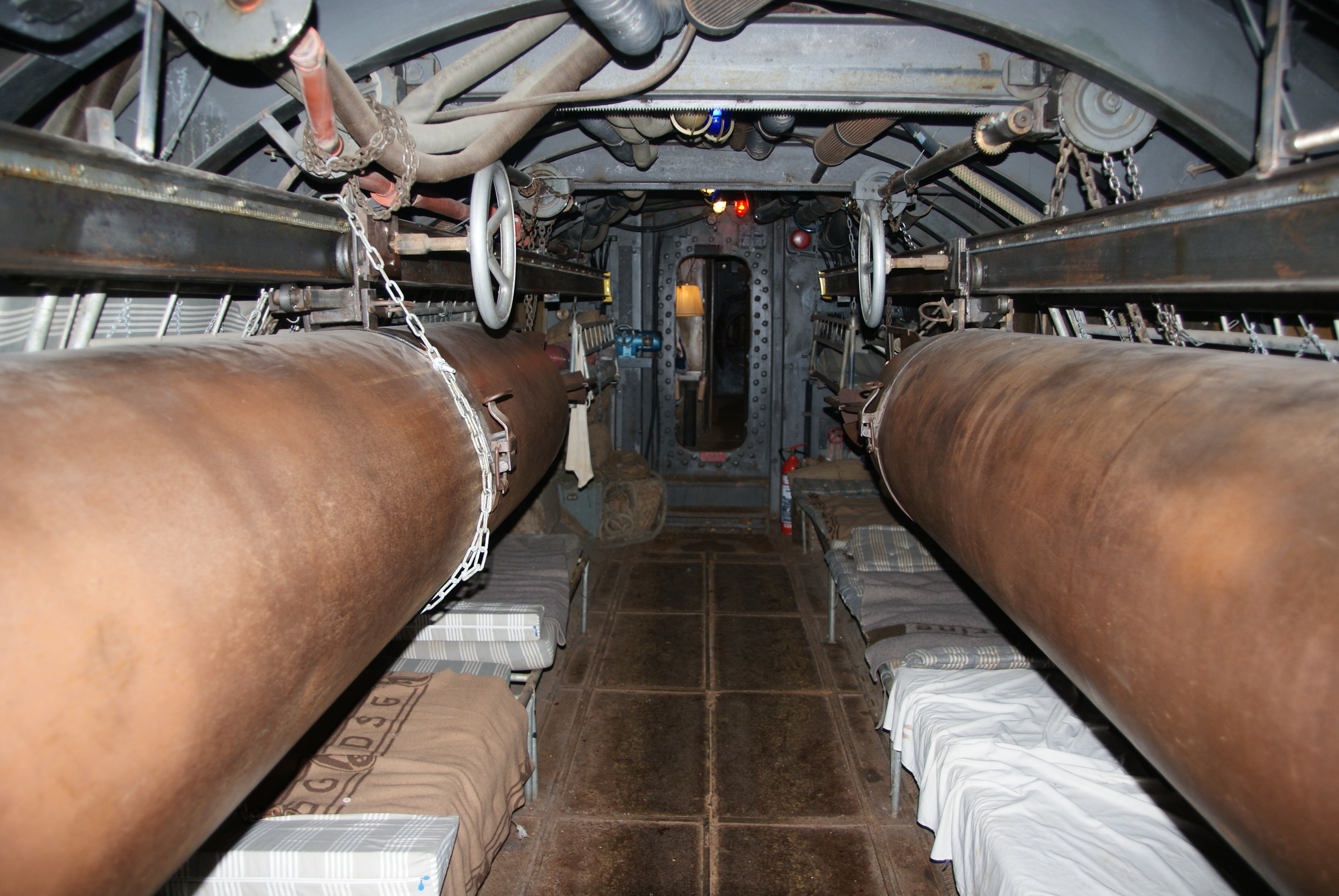
Sala siluri